# Leif Olsen
Leif Hugo Olsson, conosciuto come Leif Olsen (15 agosto 1927 – Oslo, 2 febbraio 2012), è stato un calciatore norvegese, di ruolo attaccante.

## Carriera

### Club
Olsen vestì le maglie di Vålerengen e Strømmen.

### Nazionale
Giocò 3 partite per la Norvegia. Esordì il 24 giugno 1953, nella sconfitta per 2-3 contro il Saar.